# Буковець (Мукачівський район)
Бу́ковець — село в Жденіївській селищній громаді Мукачівського району Закарпатської області України.

## Історія
Вперше згадується у 1645 році як Bukocz.
Село між горами Пікуєм, Острою і Рівною засноване в 16 столітті селянами-кріпаками, що втекли з Галичини.

## Храми
Храм всіх Святих. 1912.
Священик служив тут ще в XVII ст. У заповіті від 20 травня 1703 р. сказано про те, що священик Олександр Поп збудував церкву за власні кошти і передав церкві всі закладені в нього землі (у разі викуплення землі всі гроші мали піти на церкву, а відсотки священику).
Мабуть, цю споруду згадують у 1733 р. як церкву св. Михайла з чотирма дзвонами. У 1783 р. внаслідок впорядкування парохій Перехресний і Пашковець визначено філіями Буковця. Востаннє дерев'яну бойківську церкву, збудовану 1613 р. (можливо, дата помилкова), згадують на старому цвинтарі в 1923 p., коли в селі вже стояла типова мурована церква. На спорудження цієї церкви граф Шенборн у 1911 р. подарував 200 корон.
Організував будівництво о. Іван Кваковський, а куратором був Іван Стеців. Обидва ці прізвища названо в написі на хресті коло церкви. Основний камінь заклали 22 серпня 1909 р. До цієї дати земляки в Америці зібрали 6000 корон.
Розповідають, що Минґл Штемберг перевіз кіньми з Чинадійова до Буківця весь пісок для будівництва. На головному фасаді датою завершення вказано — Anno Domini 1912. Закінчення будівництва контролював парох Нижніх Верецьких намісник Варфоломій Галактович, який також освятив церкву 22 червня в неділю Всіх святих.
Всередині церкву гарно споряджено. Парох І. Кваковський купив жертовник. Тодішній куратор Іван Дупин побував у Будапешті, щоб замовити іконостас. Чотири намісні ікони на полотні підписані Ю. Віраґом у 1926 р., а на іконі Ісуса Христа написано також прізвище М. Рошковича, як автора рисунка. Верхні ікони перемальовано. Дияконські двері, розкішне крісло і напрестольний хрест вирізьбив монах Михайло Ряшко. Останнє малювання інтер'єру здійснили брати Щупаки з Львівщини в 1967 р.
Біля іконостаса встановлено престол з образом Богородиці, що має на звороті напис: «Fundator toho obrazu | Mychajlo Dubyn Jewczyn | jeho zena Jewka | у jeho brat Oleksa | r. 18881 Karol Biller | malar і zolotnyk.» Престол при північній стіні нави прикрашає образ св. Серця Ісуса, подарований священиком Калиняком. Як згадує церківник Іван Яртим, образ привезли на возі з Ужгорода, а впродовж радянського часу його не ховали і навіть не замалювали заборонене за СРСР зображення Серця Ісуса. Іван Панькулич та Василь Дупин привезли з Мукачева на возі дзвін вагою 14 центнерів.
У 1932 р. зафіксовано кілька написів, що стосуються попередньої дерев'яної церкви. На іконі Розп'яття: «Сей образъ купилъ Лукачъ Поповичъ со женою своею Полагою | зъ братаничем своими Грицем з маткою своєю Настасиєю…»; на іконі Спасителя в терновому вінці, в овальній позолоченій рамі (в 1932 р. ікона перебувала в приватних руках): «Т… Михайла Годинка парохії буковски и щербовскїя з рочнго адміністратора и кураторовъ Алексия Ряшко, Іоанна Голоука року АWЛЕ (1835)» і трохи нижче, очевидно, підпис автора: Ganovszky, pictor et sculpt. Церковні книги купили: Анфологіон — Іван Тербанів з сестрою Гафією та Василь Головчин з дружиною; Мінею — «попович Лукач буковекий» «року божого 1772».
За радянської влади місцевий священик Гнат Сіксай був ув'язнений з 1949 до 1955 р
Найвидатнішим з усіх священників,що служили у Буківці,був,безперечно,Євген Фенцик(1844-1903). Він був також письменником(псевдонім Владимир),видавцем,журналістом.Вчився у Відні.Свої твори публікував в ужгородських і львівських газетах.Видавав в Ужгороді власну газету "Листок".В "Листку" опублікував 200 своїх проповідей на церковний рік.Склав 5  підручників для шкіл з граматики,фізики,природознавства,історії.Склав "Літургіку" і "Молитвослов" для греко-католицької церкви.На сторінках  "Листка" давав поради селянам господарського порядку.  Підтримував зв,язки з такими діячами,як граф А.Добрянський, І.Раковський,Іван Франко,Омелян Штефан. На зустріч з Франком  особисто приїздив з Буківця у Скотарське. Євген Фенцик доводився вуйком  відомому найбільш амбіціозному закарпатському політику міжвоєнного періоду, послу мадярського і чеського парламентів Степану Фенцику,який розгортав свою діяльність не тільки в Ужгороді,а й в Парижі,Білграді,Римі,Бухаресті,Львові і в США.
Своєю  багатогранною діяльністю Євген Фенцик заслужив собі не тільки  визначне місце в історії літератури і просвіти Закарпаття,але і пам,ятник в Ужгороді(1926 року) роботи відомої скульпторки Олени Мондич(Це єдиний пам,ятник дорадянського періоду,що зберігся в Ужгороді).
В  Буківці працював також непересічний педагог,народний учитель Михайло Іванович Парлаг(1899-1992).В1921 році Парлаг приїхав у найбідніше село верхів,я Латориці - у Буковець.Тут він став  вчителем не тільки дітей,а й дорослих. Через Міжнародний Червоний Хрест добився матеріальної допомоги голодуючим дітям,сиротам війни.Разом з селянами у 1926 році збудував Народний  Дім,з цегли.Вчив селян новим методам господарки,кооперативній справі.Разом з учнями записував фольклор,обряди,зібрав  велику колекцію верховинських вишивок.Зібрані ним в селах Воловеччини коломийки  видав в Ужгороді краєзнавець Дмитро Поп.
Будучи вже в поважному віці,потурбувався про реставрацію пам,ятника  Олександру Митраку,якого вважав своїм учителем, на Росвигівськім кладовищі в Мукачевім.Михайло Парлаг похований на Росвигові поряд з О.Митраком.

## Населення
Згідно з переписом УРСР 1989 року чисельність наявного населення села становила 643 особи, з яких 314 чоловіків та 329 жінок.
За переписом населення України 2001 року в селі мешкало 597 осіб.

## Туристичні місця
- Храм всіх Святих. 1912.

### Мова
Розподіл населення за рідною мовою за даними перепису 2001 року:
| Мова       | Відсоток |
| ---------- | -------- |
| українська | 99,67 %  |
| російська  | 0,33 %   |